# Park Ji-eun
Park Ji-eun (hangul: 박지은; rr: Bak Ji-eun; MR: Pak Chi-ŭn; nascida em 1976) é uma roteirista de televisão sul-coreana. Ela escreveu os dramas coreanos de sucesso Queen of Housewives (2009), My Husband Got a Family (2012), My Love from the Star (2013–2014), The Producers (2015), The Legend of the Blue Sea (2016), Crash Landing on You (2019-2020) e Queen of Tears (2024).

## Carreira

### Trabalhos iniciais
Park Ji-eun iniciou sua carreira no mundo do entretenimento em 1997 e passou a década seguinte escrevendo para programas talk radio, de variedades e sitcoms.
Em 2007, ela escreveu Love Isn't Stop, um filme para TV em coletivo, que foi ao ar no canal a cabo KBS N. Isso a levou à sua primeira minissérie dramática Get Karl! Oh Soo-jung, que ela co-escreveu com a roteirista Park Hye-ryun. Estrelado por Uhm Jung-hwa e Oh Ji-ho, foi baseado na história de amor real de Lee Ju-young, a CEO de uma produtora de TV,  e de seu marido, Go Man-soo, jogador de golfe profissional, dez anos depois de terminar com ele.

### Queen of Housewives
Para o primeiro trabalho solo de Park, ela roteirizou Queen of Housewives (também conhecida como My Wife Is a Superwoman), que foi ao ar em 2009. A série de comédia dramática retratava a prática do naejo em um cenário moderno: donas de casa tradicionais coreanas que dedicam suas vidas inteiras ao sucesso de seus maridos. Sua história girava em torno de três casais que trabalhavam para a corporação Queens Food, os casais da série foram formados por Kim Nam-joo, Oh Ji-ho, Lee Hye-young, Choi Cheol-ho, Yoon Sang-hyun e Sunwoo Sun. A série teve destaque por ser marcar a volta da atriz Kim Nam-joo, após um hiato de oito anos, no papel de uma ex-rainha do baile que se tornou uma deselegante dona de casa, lutando para ajudar seu marido socialmente inepto a subir na hierarquia corporativa, ao mesmo tempo que enfrenta um grupo de esposas liderado por uma inimiga que agora é esposa do chefe de seu marido. Queen of Housewives liderou os números de audiência durante sua temporada (com um pico de 31,7%), iniciou novas tendências de moda e maquiagem entre mulheres casadas (ou ajummas) e também serviu como um meio de divulgação para o ator Yoon Sang-hyun. Park ganhou o prêmio de Roteirista do Ano no MBC Drama Awards.

### Queen of Reversals
Um ano depois, Park escreveu Queen of Reversals, escalando novamente Kim Nam-joo como a protagonista do drama. Kim apontou a capacidade de Park de montar falas realistas como um dos principais motivos pelos quais ela decidiu trabalhar na produção, enquanto Park relatou que casais que vivem entre a vida de casado e o local de trabalho se identificariam facilmente com sua obra. Apesar de temas semelhantes, Reversals não é uma sequência ou spin-off de Housewives, já que possui o elenco (exceto Kim) de personagens completamente novos. Enquanto seu drama anterior retratava a vida de donas de casa coreanas, a próxima série de Park explorou as dificuldades das mulheres que trabalham que também precisam equilibrar seus papéis de esposas e mães assim que chegam em casa. Kim interpretou uma mulher obstinada e implacável que saiu do trabalho depois de se casar, mas que entra numa vida infeliz como dona de casa e, enquanto isso, seu marido (Jung Joon-ho) luta profissionalmente no emprego que tem. Quando ele é demitido, ela volta a trabalhar e resolve os problemas com as próprias mãos ao ser a principal pessoa que sustenta sua família, acabando por chamar a atenção de seu chefe (Park Si-hoo). Queen of Reversals não teve tanto sucesso na audiência quanto seu antecessor, permanecendo na faixa média de 10%.

### My Husband Got a Family
Na terceira colaboração de Park com a atriz Kim Nam-joo, elas tiveram sucesso ainda maior com a produção My Husband Got a Family (também conhecido pelos nomes "You Who Rolled in Unexpectedly" e "Unexpected You"). Durante seus mais de cinco meses de exibição, ela liderou a audiência semanal por 25 semanas consecutivas e recebeu picos entre 33,1% a 52,3%. A série ficou em primeiro lugar na tabela anual de audiência de TV de 2012. Sua história é centrada em uma diretora de TV de sucesso (Kim) que se casa com um médico sem familiares (Yoo Jun-sang), mas seu marido acaba por encontras seus pais biológicos sendo os seus vizinhos, com quem sua esposa briga diariamente; ela passa a enfrentar o enorme fardo de ter que construir um relacionamento com seus novos sogros e sua nova extensa família. O produtor Kim Sung-geun atribuiu seu sucesso à crescente popularidade de dramas de TV que retratam a vida de mulheres trabalhadoras entre os 30 e 40 anos, gênero no qual Park é uma das roteiristas mais conhecidas na área. Kim Nam-joo descreveu Park como sendo "capaz de adotar uma abordagem de dois gumes em seu assunto. O tom é cômico e sério, sem ficar muito distorcido". Embora este tenha sido seu primeiro drama familiar de fim de semana, Park foi elogiada por ser versada em diálogos que ressoaram nas mulheres modernas e por desenvolver vários personagens no elenco de 19 atores. Ela ganhou reconhecimento por seu roteiro de diversas cerimônias, incluindo o Korea Drama Awards, o K-Drama Star Awards, e o KBS Drama Awards.

### My Love from the Star
Em 2013, Park explorou o gênero fantasia/comédia romântica ao roteirizar My Love from the Star (também conhecido como "You Who Came from the Stars"). Ela escalou a atriz Jun Ji-hyun (em seu primeiro drama de TV em 14 anos) e o ator Kim Soo-hyun, para um conto sobre um alienígena que pousou na Terra durante a Dinastia Joseon da Coreia, ocultando sua identidade por mais de quatro séculos e tornando-se indiferente em relação aos seres humanos, até que ele se apaixona por uma atriz importante no presente. A série não só foi um sucesso, com picos de audiência em 28,1%, como também definiu a moda coreana, com roupas, acessórios e maquiagem usados por Jun tendo um aumento "sem precedentes" nas vendas.
Sua série também se tornou extremamente popular na China, onde se tornou o drama coreano mais caro vendido em fevereiro de 2014, visto mais de 14,5 bilhões de vezes na plataforma iQIYI em fevereiro de 2014, além de gerar uma mania pelo lanche chimaek (frango frito coreano e cerveja). Num artigo de opinião publicado pelo jornal China Daily, o colunista Xiao Lixin esclareceu o seu sucesso devido a "grandes inovações nas produções televisivas sul-coreanas em termos de temas e padrões narrativos", elogiando o enredo como "lógico e rápido" intercalado com "frases de efeito extravagantes e românticas." Em março de 2014, o The Washington Post divulgou que o drama My Love from the Star foi assunto no Congresso Nacional do Povo da China, particularmente em um comitê do órgão consultivo político da Conferência Consultiva Política do Povo Chinês, onde supostamente liderou a agenda entre os delegados da cultura e indústria do entretenimento.
Mas Park também se envolveu em um processo de acusação de plágio quando a escritora Kang Kyung-ok alegou que o conceito e os personagens da série compartilhavam muitas semelhanças com seu manhwa Seol-hee, postado no ano de 2008. Park negou as acusações através do site da produtora HB Entertainment, em um relato detalhado de como ela teve a ideia há muitos anos, e jurou que “nunca tinha ouvido falar ou lido Seol-hee”.

### The Producers
Park voltou às suas origens de variedades em 2015 com The Producers, usando um formato experimental que combinava série com reality show. Ela colaborou com uma equipe composta em, majoritariamente, por artistas de variedades liderada por Seo Soo-min, produtora-chefe do bloco de programação Happy Sunday. A série reuniu Park com Kim Soo-hyun, o protagonista de My Love from the Star, que estrelou ao lado dos atores Cha Tae-hyun, Gong Hyo-jin e IU, em uma história ambientada na KBS, emissora real, focada em seus contratados fictícios de seu departamento de variedades. The Producers foi o primeiro drama da rede coreana a ir ao ar nos horários de sexta a sábado, que, geralmente, era reservado para programas de comédia noturnos; os dramas da rede eram anteriormente e estritamente divididos em programas transmitidos nos dias de semana e de fins de semana.

### The Legend of the Blue Sea
O projeto subsequente de Park a reuniu com a atriz Jun Ji-hyun, protagonista de My Love from the Star. Lee Min-ho estrelou como ator principal. Intitulado Legend of the Blue Sea, o drama é baseado em uma lenda famosa da era Joseon. O drama foi ao ar no final de 2016 na SBS. Ela conta a história do amor de Heo Joon-jae, filho de um rico empresário que se torna um vigarista inteligente após o divórcio de seus pais, e de uma sereia chamada Shim Cheong. Concentrando-se no reencarnação, no destino e no amor não correspondido, sua história é justaposta à história paralela de suas encarnações da era Joseon, do aldeão Kim Dam-ryeong e da sereia Se-hwa. O programa começou com uma ótima audiência de 16,4% em todo o país, chegando a 20,7% em certas cenas, de acordo com a Nielsen Korea, e ultrapassou a marca de 20% na área metropolitana de Seul em seu sexto episódio. A série se manteve no primeiro lugar em seu período de exibição e ultrapassou 20% de audiência. O drama também teve um bom desempenho no exterior, tendo sido levada para as principais regiões do globo, incluindo o Sudeste Asiático, as Américas e a Europa.

### Crash Landing on You
Park voltou a escrever dramas em 2019 através de Crash Landing on You, estrelada pelos famosos atores Hyun Bin e Son Ye-jin como protagonistas. Conta a história do amor e das aventuras de um casal composto por uma herdeira sul-coreana e um oficial de exército norte-coreano. Um dia, enquanto praticava paraquedas, Yoon Se-ri (Son Ye-jin) é arrastada por fortes ventos, levando-a a um pouso forçado na Coreia do Norte, onde conhece Ri Jeong-hyuk (Hyun Bin), um oficial do exército norte-coreano, que concorda em ajudá-la a retornar à Coreia do Sul. O drama recebeu muitos elogios por sua originalidade e pela forma como a trama se desenrolou. Permaneceu consistentemente entre os dez primeiros da Netflix em quase todos os principais mercados asiáticos e acumulou 1,75 bilhão de visualizações online em todo o mundo.

## Filmografia

### Séries de televisão
| Ano       | Título                     | Emissora | Episódios |      |                       |     |    |
| --------- | -------------------------- | -------- | --------- | ---- | --------------------- | --- | -- |
| Ano       | Título                     | Emissora | Episódios | 2007 | Get Karl! Oh Soo-jung | SBS | 16 |
| 2009      | Queen of Housewives        | MBC      | 20        |      |                       |     |    |
| 2010–2011 | Queen of Reversals         | MBC      | 31        |      |                       |     |    |
| 2012      | My Husband Got a Family    | KBS2     | 58        |      |                       |     |    |
| 2013–2014 | My Love from the Star      | SBS      | 21        |      |                       |     |    |
| 2015      | The Producers              | KBS2     | 12        |      |                       |     |    |
| 2016–2017 | The Legend of the Blue Sea | SBS      | 20        |      |                       |     |    |
| 2019–2020 | Crash Landing on You       | tvN      | 16        |      |                       |     |    |
| 2024      | Queen of Tears             | tvN      | 16        |      |                       |     |    |

### Sitcoms
- Look Back with a Smile (KBS2, 2006)
- Dal-rae's House (KBS2, 2004)[36]
- Great Friends (KBS2, 2000)[36]

### Programas de variedades
- I Want to Meet You (MBC, 2003–2007) (com Nam Hee-seok e Park Na-rim)
- Love Story (KBS2, 2002–2003)[37]
- Weird Theater – The Story of Two Men (KBS2, 2002)[37]
- Comedy House (MBC, 2000–2005)
- The Clinic for Married Couples: Love and War (KBS2)[38]

### Programas de rádio
- 2 o'clock Date with Yoon Jong-shin (MBC Radio)
- Good Morning FM with Kim Sung-joo (MBC Radio)
- Golden Disk Music Essay with Kim Ki-duk (MBC Radio)

### Vídeo musicais
- Roteiro de "I Was Thankful" de Tim (2004)

## Prêmios
- Prêmio Coreano de Cultura e Artes Populares de 2014: Comenda do Primeiro-ministro[39]
- KBS Drama Awards de 2012: Melhor Roteirista (My Husband Got a Family)[40]
- 1º K-Drama Star Awards de 2012: Melhor Roteirista (My Husband Got a Family)[41]
- Prêmio de Conteúdo da Coreia do Ministério da Cultura, Esportes e Turismo de 2012: Comenda (My Husband Got a Family)[42]
- 5º Korea Drama Awards de 2012: Melhor Roteirista (My Husband Got a Family)[42]
- MBC Drama Awards de 2009: Roteirista do Ano (Queen of Housewives)[43]